# Liste des titres musicaux numéro un en France en 1958
Voici la liste des titres musicaux numéro un en France en 1958 selon le hit-parade créé par le site Infodisc, tenant compte des ventes de disques et des passages en radio.

## Classement des singles
| Semaine | Date de sortie | Artiste          | Titre                    |
| ------- | -------------- | ---------------- | ------------------------ |
| 1       | 4 janvier      | The Platters     | Only You (And You Alone) |
| 2       | 11 janvier     | The Platters     | Only You (And You Alone) |
| 3       | 18 janvier     | The Platters     | Only You (And You Alone) |
| 4       | 25 janvier     | The Platters     | Only You (And You Alone) |
| 5       | 1er février    | The Platters     | Only You (And You Alone) |
| 6       | 8 février      | The Platters     | Only You (And You Alone) |
| 7       | 15 février     | Francis Lemarque | Marjolaine               |
| 8       | 22 février     | Francis Lemarque | Marjolaine               |
| 9       | 1er mars       | Dalida           | Gondolier                |
| 10      | 8 mars         | Dalida           | Gondolier                |
| 11      | 15 mars        | Annie Cordy      | Hello, le soleil brille  |
| 12      | 22 mars        | Annie Cordy      | Hello, le soleil brille  |
| 13      | 29 mars        | Annie Cordy      | Hello, le soleil brille  |
| 14      | 5 avril        | Annie Cordy      | Hello, le soleil brille  |
| 15      | 12 avril       | Annie Cordy      | Hello, le soleil brille  |
| 16      | 19 avril       | Annie Cordy      | Hello, le soleil brille  |
| 17      | 26 avril       | Annie Cordy      | Hello, le soleil brille  |
| 18      | 3 mai          | Annie Cordy      | Hello, le soleil brille  |
| 19      | 10 mai         | Annie Cordy      | Hello, le soleil brille  |
| 20      | 17 mai         | Annie Cordy      | Hello, le soleil brille  |
| 21      | 24 mai         | Annie Cordy      | Hello, le soleil brille  |
| 22      | 31 mai         | Annie Cordy      | Hello, le soleil brille  |
| 23      | 7 juin         | Annie Cordy      | Hello, le soleil brille  |
| 24      | 14 juin        | Annie Cordy      | Hello, le soleil brille  |
| 25      | 21 juin        | Annie Cordy      | Hello, le soleil brille  |
| 26      | 28 juin        | Annie Cordy      | Hello, le soleil brille  |
| 27      | 5 juillet      | Annie Cordy      | Hello, le soleil brille  |
| 28      | 12 juillet     | Annie Cordy      | Hello, le soleil brille  |
| 29      | 19 juillet     | Annie Cordy      | Hello, le soleil brille  |
| 30      | 26 juillet     | Annie Cordy      | Hello, le soleil brille  |
| 31      | 2 août         | Annie Cordy      | Hello, le soleil brille  |
| 32      | 9 août         | Annie Cordy      | Hello, le soleil brille  |
| 33      | 16 août        | Annie Cordy      | Hello, le soleil brille  |
| 34      | 23 août        | Annie Cordy      | Hello, le soleil brille  |
| 35      | 30 août        | Annie Cordy      | Hello, le soleil brille  |
| 36      | 6 septembre    | Annie Cordy      | Hello, le soleil brille  |
| 37      | 13 septembre   | Kalin Twins      | When                     |
| 38      | 20 septembre   | Kalin Twins      | When                     |
| 39      | 27 septembre   | Kalin Twins      | When                     |
| 40      | 4 octobre      | Kalin Twins      | When                     |
| 41      | 11 octobre     | Kalin Twins      | When                     |
| 42      | 18 octobre     | Kalin Twins      | When                     |
| 43      | 25 octobre     | Kalin Twins      | When                     |
| 44      | 1er novembre   | Kalin Twins      | When                     |
| 45      | 8 novembre     | Kalin Twins      | When                     |
| 46      | 15 novembre    | Kalin Twins      | When                     |
| 47      | 22 novembre    | Kalin Twins      | When                     |
| 48      | 29 novembre    | Kalin Twins      | When                     |
| 49      | 6 décembre     | Kalin Twins      | When                     |
| 50      | 13 décembre    | Kalin Twins      | When                     |
| 51      | 20 décembre    | Kalin Twins      | When                     |
| 52      | 27 décembre    | Kalin Twins      | When                     |